# میکائلا کابرا
میکائلا کابرا (انگلیسی: Micaela Cabrera؛ زادهٔ ۱۸ ژوئیهٔ ۱۹۹۷) بازیکن فوتبال اهل آرژانتین است.
از باشگاه‌هایی که در آن بازی کرده‌است می‌توان به باشگاه فوتبال بوکا جونیورز اشاره کرد.
وی همچنین در تیم‌های ملی فوتبال Argentina women's national under-17 football team, Argentina women's national under-20 football team، و زنان آرژانتین بازی کرده‌است.
وی در مسابقات کشوری و بین‌المللی در مجموع برندهٔ ۱ مدال نقره شده‌است.